# Sylvie Richterová

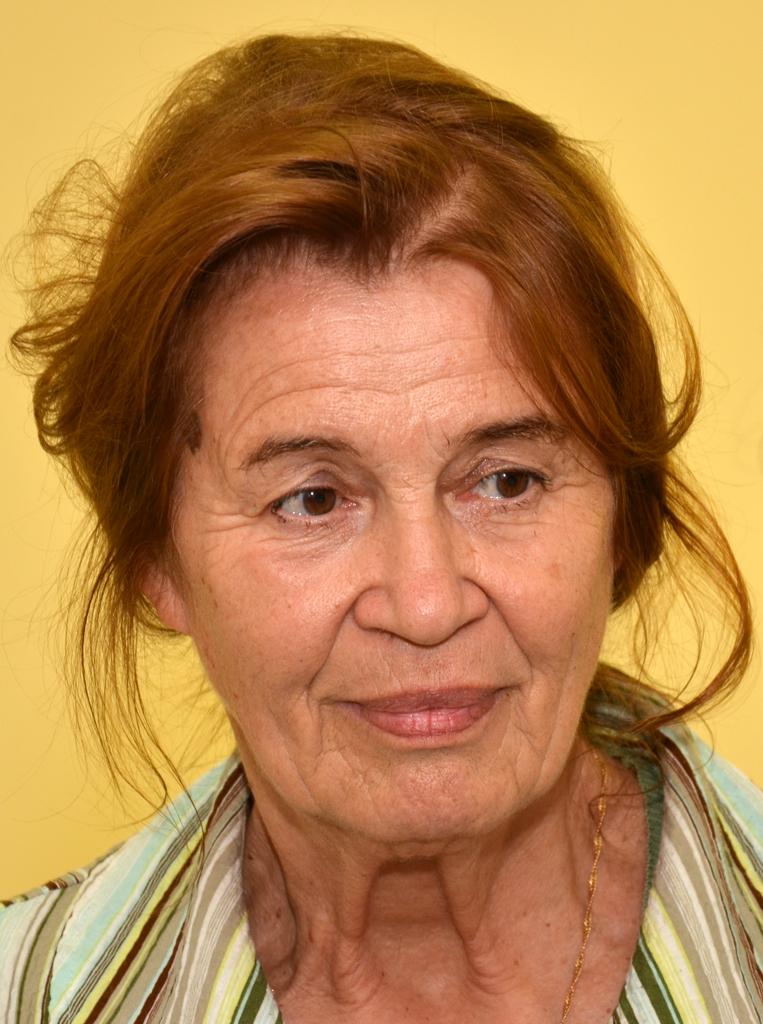
Sylvie Richterová (2016)

Sylvie Richterová (* 20. August 1945 in Brünn) ist eine tschechische Dichterin, Schriftstellerin und Literaturwissenschaftlerin.

## Leben
Nach dem Abitur studierte sie Sprachen und Dolmetschen in Französisch und Russisch. Promotion (PhDr.) an der Philologischen Fakultät der Karls-Universität Prag (1971), emigrierte 1971 nach Italien. Dort arbeitete sie an den Universitäten Rom (La Sapienza), Padua und Viterbo.

## Auszeichnungen
- 2008: Dr. h. c.[1] der Südböhmischen Universität České Budějovice.

- 2015: Preis der Stiftung Tschechischer Literaturfonds[2]

- 2017: Tom Stoppard Preis[3]

## Publikationen (auf Deutsch)
- Kinder und Tiere, übersetzt von Wolfgang Spitzbardt, aus: Abc-Buch der Vatersprache, in: Aus zwanzig Jahren Finsternis. Tschechische und slowakische Erzählungen 1970–1990, Deuticke, Wien 1991, ISBN 3-216-07830-2, S. 228–236.

- Kriege und Konditoreien, in: Transit. Europäische Revue, Heft 9, Ex occidiente lux? Westliche Theorien – Östliche Wirklichkeiten, 1995.
- Die Identität des Menschen in der Zeichenwelt, in: Wolfgang F. Schwarz (Hrsg.): Prager Schule: Kontinuität und Wandel. Arbeiten zur Literaturästhetik und Poetik der Narration. Vervuert Verlag, Frankfurt am Main 1997, ISBN 3-89354-261-2, S. 347–362.
- Kolářs Interpretation des Futurismus, in: Alfrun Kliems, Ute Rassloff, Peter Zajac (Hrsg.): Spätmoderne. Lyrik des 20. Jahrhunderts in Ost-Mittel-Europa I. Frank & Timme, Berlin 2006, ISBN 978-3-86596-020-7, S. 237–251.